# راينينغ بلود
راينينغ بلود (بالإنجليزية: Raining Blood)‏ هي أغنية لفرقة الثراش ميتال الأمريكية «سلاير»، وهي جزء من الألبوم «راين إن بلود» الذي أصدرته الفرقة عام 1986. تتحدث الأغنية عن الدين، تحديدًا عن تدمير الجنة. «راينيغ بلود» هي إحدى الأغاني الثلاث في الألبوم «راين إن بلود» التي زادت مدتها عن ثلاث دقائق، حيث أن مدتها هي أربع دقائق وأربع عشرة ثانية. تظهر مؤثرات بصوت المطر في الدقيقة الأخيرة من الأغنية، خاتمةً الألبوم «راين إن بلود». وُصفَت الأغنية بالـ«قياسية» من قِبل موقع «أول ميوزيك»، وهي إحدى أكثر أغاني «سلاير» شعبية لدى معجبي الفرقة، وكانت تضاف بصورة شبه دائمة إلى قائمة الأغاني التي تؤديها «سلاير»، وأقرَّ كلٌّ من جيف هانيمان وكيري كينغ بأنها الأغنية التي يفضلان تأديتها على الهواء.
ظهرت الأغاني في الكثير من الوسائط، منها حلقة «ساوث بارك (South Park)»، و«داي هيبي، داي (Die Hippie, Die)»، و «غيتار هيرو III: ليغيندز أوف روك (Guitar Hero III: Legends of Rock)»، وبذلك كانت أحد أشدِّ الأغاني في قائمة «كارير مود (Career Mode)». كما كان للأغنية ظهور مباشر في الألبومين التجميعيين «هيد بانغرز بول (Headbangers Ball)» و«هارد إن' هيفي فول.61 (Hard N' Heavy Vol.61)».

## كتابة الأغنية ومفهومها
قام بكتابة الأغنية كل من جيف هانيمان وكيري كينغ. قال «دي إكس فيريس (D. X. Ferris)»: «عندما كتب هانيمان الأغنية، تصوَّرَ مشهدًا من شارع مظلم أو زقاق نهايته ملطخة بالدماء،» وواصل حديثه ليقول أن الأغنية «وصفتْ روحًا منفية ومُيقَظة ومتعطشة للانتقام.» قام كيري كينغ بكتابة البيت الثاني من الأغنية، الذي «يلاحظ [لاحظ] العنوان الذي أنشأه هانيمان في توجهه الجديد». تم تسجيل الأغنية مثل باقي أغاني الألبوم «راين إن بلود»، في عام 1986 في لوس أنجلوس في ولاية كاليفورنيا بالاشتراك مع المنتج ريك روبن.
شرح هانيمان قائلًا: «إنها عن عن شخص في مطهر لأنه مُلقًى خارج الجنة. إنه ينتظر للانتقام ويريد أن يلعن ذلك المكان.» قال كينغ لاحقًا: «باقي الأغنية يشرح ما يحدث عندما يبدأ بِلعن الناس. توجد كلمات الأغنية 'ريتيرن تو باور دراوز نير' لأنه ينتظر ليصبح قويًا بما فيه الكفاية ليُدمِّر الجنة. وبعد ذلك 'اسقطي عليَّ، يا دموع السماء القرمزية' تعني أنَّ دماء كلِّ شخص تسقط عليه. لذلك في الأساس، راينينغ بلود تعني دماء جميع الملائكة تسقط عليه.»

## بنية الأغنية
مدة الأغنية "راينينغ بلود" هي أربع دقائق وخمس وأربعون ثانية، وهي الأغنية الخاتمة للألبوم "راين إن بلود". وهي إحدى الأغاني الثلاث في الألبوم التي تزيد مدتها عن ثلاث دقائق. أشار ستيف هيوي من موقع "أول ميوزيك" إلى أن ""راين إن بلود" يبدأ وينتهي بأغانٍ أطول قليلًا (الأغنيتان القياسيتان 'أنجيل أوف ديث' و'راينينغ بلود') اللتان تتوفر في عزفاتهما معظم الدلالات القليلة على التقيد باللحن. قام عازف غيتار الفرقة جيف هانيمان بكتابة موسيقى الأغنية (الذي كان كاتبًا أساسيًا لكلمات الأغنية)، الذي عرض كُلًا من العدائية والغضب في كتابته. ودَوَّن هيوي أيضًا: "العزفات مبنية على تَلوُّن بدون نغمات، حيث تظهر مثيرة للسأَم مِثل المظهر القوي المتمثل في العديد من المواضع في كلمات الأغنية"، وقال كذلك أنها كانت "قوية معنويًا ومخيفة".

## لقراءة أكثر
- Ferris، D. X. (2008). Reign in Blood. 33⅓. Continuum International Publishing Group. ISBN:978-0-8264-2909-4.